# Suore povere bonaerensi di San Giuseppe
Le suore povere bonaerensi di San Giuseppe (in spagnolo Hermanas Pobres Bonaerenses de San José) sono un istituto religioso femminile di diritto pontificio.

## Storia
La congregazione fu fondata da Camila Rolón. Già carmelitana scalza nel monastero di San Giuseppe a Buenos Aires, fu costretta ad abbandonare il chiostro per motivi di salute: guarita, con l'aiuto del lazzarista Emilio George, nel 1880 diede inizio a Mercedes a un'opera per l'assistenza ai bambini poveri, specie delle zone rurali, e alla visita agli ammalati.
Il 19 marzo 1881 la Rolón e le compagne vestirono l'abito religioso e l'anno seguente emisero la professione dei voti, dando inizio alla congregazione delle suore povere di San Giuseppe.
La congregazione si diffuse rapidamente in Argentina e in Uruguay e la stessa fondatrice aprì case in Europa, a Roma, Barcellona e Genova.
L'istituto, aggregato all'ordine carmelitano scalzo dal 25 settembre 1903, ricevette il pontificio decreto di lode il 16 giugno 1891 e le sue costituzioni ottennero l'approvazione definitiva il 15 dicembre 1908.

## Attività e diffusione
La finalità dell'istituto è l'assistenza ai poveri più abbandonati.
Oltre che in Argentina, le suore sono attive in Italia, Madagascar, Romania, Stati Uniti d'America, Uruguay; la sede generalizia è a Muñiz, presso Buenos Aires.
Alla fine del 2008 la congregazione contava 161 religiose in 30 case.